# 파크코트 아카사카 더 타워
파크코트 아카사카 더 타워(일본어: パークコート赤坂 ザ タワー)은 일본 도쿄에 위치한 아파트다.

## 같이 보기
- 도쿄도의 마천루 목록